# Nectarinia johnstoni
Nectarinia johnstoni е вид птица от семейство Нектарникови (Nectariniidae).

## Разпространение
Видът е разпространен в Замбия, Демократична република Конго, Кения, Малави, Руанда, Танзания и Уганда.